# Presseck
Presseck è un comune tedesco di 2 055 abitanti, situato nel land della Baviera.